# Järnvägslinjen Halmstad–Nässjö
Järnvägslinjen Halmstad–Nässjö är en järnväg mellan Halmstad och Nässjö. Den är enkelspårig och oelektrifierad. Det finns planer på elektrifiering av sträckan mellan Värnamo och Nässjö.

## Historik
Banan är den 196 kilometer långa huvudlinjen för det tidigare järnvägsföretaget Halmstad-Nässjö Järnvägar (HNJ). Den öppnades för trafik mellan Halmstad och Värnamo 1 september 1877 och från Värnamo till Nässjö 21 december 1882. Under sin tid som privatbana ingick den i ett av Sveriges största privata järnvägsbolag Halmstad-Nässjö Järnvägar som förutom denna linje även trafikerade bland annat Vaggeryd–Jönköping och Landeryd–Falköping Ranten (Västra Centralbanan). På 1930-talet hade banan en av Sveriges högsta banstandarder, med en största tillåtna hastighet på 110 km/h.
Bandelen förstatligades 1945 i och med att Statens Järnvägar (SJ) löste in HNJ. Därefter utfördes inget betydande banunderhåll förrän på 1990-talet. Under 1980- och 90-talen talades det periodvis om nedläggning. Senast under 2006 föreslog dåvarande Banverket att en del söder om Värnamo skulle läggas ned. För att korta ner restiden på banan lades flera stationer ner 1996, däribland Sperlingsholm, Johansfors, Fröslida, Skeppshult och Kärda.
Från Torup utgår en bibana till Hyltebruk som i sin helhet invigdes 1909. Den går via Rydöbruk till Hyltebruk, dit man fram till 1996 körde persontrafik men numera endast kör gods.
Från Kinnared utgick en järnväg till Fegen som kallades Kinnared–Fegens Järnväg. Den invigdes 1885 men såldes senare till HNJ. Från Fegen via Fegen–Ätrans Järnväg kunde man åka vidare till både Varberg och Falkenberg. Järnvägen Kinnared–Fegens Järnväg upphörde 1961.

## Persontrafik
Banan trafikeras av Krösatågen, och trafiken utförs av SJ och bedrivs med dieselmotorvagnar av typ Itino (Y31 och Y32) som ersatt den tidigare Y1. 

## Godstrafik
Fram till oktober 2020 kördes papper Hyltebruk-Halmstad och sedan returpapper åter.
Containrar går från Göteborgs hamn via Värnamo till Båramo norr om Skillingaryd där de lastas om till lastbil. Trafiken körs av Green Cargo.
Sedan juli 2014 körs även "sandtåget" med råvaror från Halmstads hamn till glasbruket i Limmared via Halmstad-Värnamo-Limmared.

## Framtid
Det finns planer på att elektrifiera sträckan Värnamo–Nässjö, samt utföra åtgärder för höjd hastighet. Detta förväntas påbörjas (produktion) 2026, efter järnvägsplan 2021–2023.

## Kartor 1926

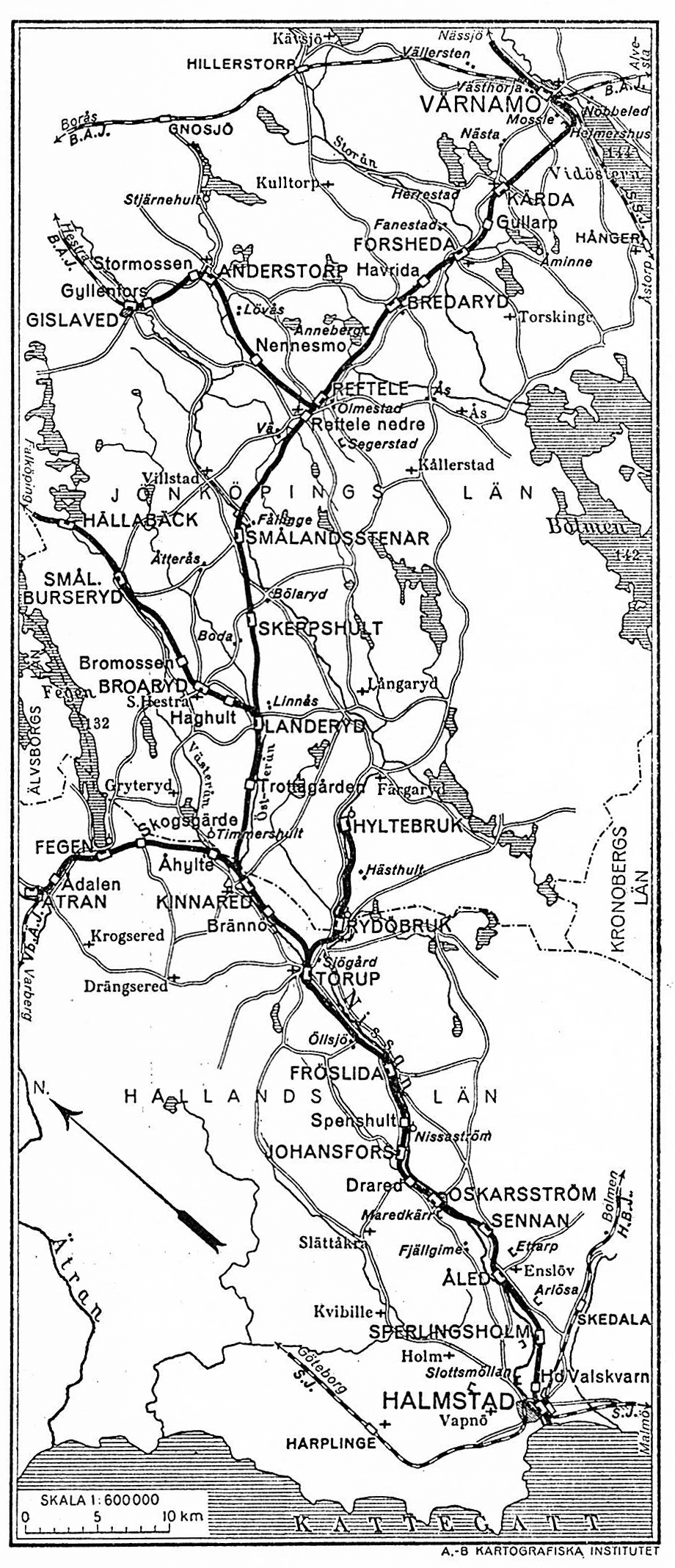
Sträckan Halmstad-Värnamo.
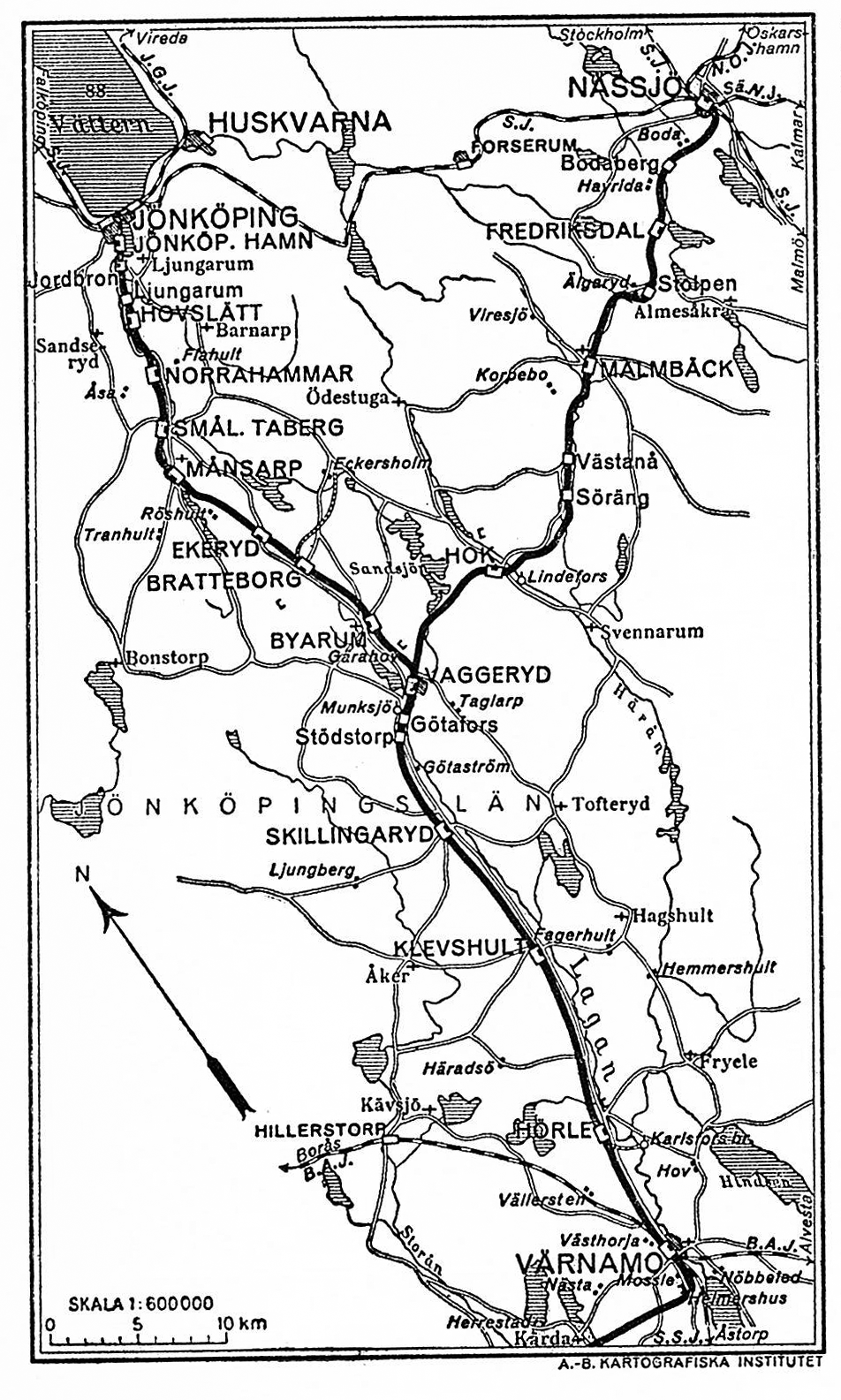
Sträckan Värnamo-Jönköping/Nässjö.